# Гуалацци, Рафаэль
Рафаэль Гуалацци (итал. Raffaele Gualazzi, англ. Raphael Gualazzi); род. 11 ноября 1981, Урбино) — итальянский певец.
Рафаэль участвовал в фестивале Сан-Ремо в 2011, и стал его победителем среди молодых исполнителей (премия «Mia Martini») с песней «Follia d’amore» («Безумие любви»). Эта победа позволила музыканту стать представителем от Италии на Евровидении 2011. Гуалацци является первым исполнителем от Италии после бойкотирования ею конкурса (с 1997 по 2010). Также, так как Италия стала частью «большой пятёрки», музыкант выступил сразу в финале Евровидения 14 мая (минуя оба полуфинала). Исполнителю удалось войти в тройку лидеров, заняв второе место в общем зачёте.

## Дискография
- Love Outside the Window (2005)[4][5]
- Reality and Fantasy (2011)[6][7][8]